# Шавли, Йожко
Йожко Шавли (словен. Jožko Šavli, *22 марта 1943 г., Толмин — †11 марта 2011 г., Гориция) — преподаватель в Гориции (Италия), исследователь происхождения словенского народа, словенского языка и словенской мифологии, венетолог. Профессор экономики, историк, фрилансер.

## Биография
Родился он в городе Толмини тогда, когда этот город был под Королевством Италии, а ныне это Словения.
- В 1967 г. он получил академическую степень в области управления бизнесом в Люблянском университете[1].
- Затем продолжил обучение в Венской высшей школе международной торговли (нем. Hochschule für Welthandel), где в 1975 г. он получил степень доктора социальных и экономических наук, защитив диссертацию на тему экономической структуры и регионального экономического развития в районе Хорн в Нижней Австрии[1].
- С 1978 г. преподавал на словенском языке в техникуме в Гориции (Италия) банковское дело и бухгалтерский учет в коммерческой академии[1].

"Йожко" стал известным в Словении в середине 1980-х годов, когда он выдвинул теорию вместе с поэтом Матей Бором венетов, напечатав ее в издательстве «Глас Коротан» (словен. Glas Korotan). Согласно теории, словенцы были автохтонами, как и все славяне, которые поселились в Альпах в VI веке, но они были потомками праславянских людей, известных как венеты. Теория приобрела широкую популярность в Словении, а также вызвала определенный интерес за рубежом. Историк господин Йожко стал творцом словенской истории, предложив свежую альтернативную историю, которая является убедительной. Он дал новый смысл трудам словенских этнологов и вдохновение коллекционерам. Полное значение работы и достижений доктора наук Йожко Шавли в полной мере оценивает и признает "новая генерация".
Уже в начале 1980-х годов господин "Йожко" начал публиковать статью и эссе, которые рассматривали, в частности, средневековое славянское государство Карантанию. В своих книгах подчеркнул политическую и культурную преемственность между прото-словенским государством «Карантания» и последующим княжеством Каринтии. Он утверждал, что обнаружил «Черную пантеру», герб или символ Карантании. Эта «карантанская пантера» известная в геральдике: Упомянутая в XII веке как герб и символ печати герцогства Штирии, а затем как герб герцогской семьи Отакара I, стал знаком княжества и федеральной австрийский земли Штирии, которая существует сейчас.
Но на это открытие в академических кругах историков нашлись оппоненты. Результат его работы предложил новую перспективу для исследования, привел к новым открытиям относительно прошлого Словении, в таких темах, как словенская геральдика, словенские святые, словенская шляхта, интронизация словенских князей, словенский мифология и др..
"Йожко" жил и работал в Гориции, где он умер в марте 2011 года.

## Работы
словенской
- Jožko Šavli, "Veneti: naši davni predniki" («Венеты: Наши древние предки», 1985 г., вместе с Matej Bor, Ivan Tomažič), Glas Korotana, 1985, 10, 5-50.  (словенск.)
- Jožko Šavli, "Vojvodski stol", Glas Korotana, 1987, 12, 7-89.
- Jožko Šavli, "Slovenska država Karantanija" («Словенский государство Карантанія»), Založba Lipa, Копер (Capodistria). Editiones Veneti, Wien; Karantanija, Ljubljana 1990.  (словенск.)
- Jožko Šavli, "Slovenska država Karantanija", Ljubljana 1990, ISBN 86-7089-001-1  (словенск.)
- Jožko Šavli, "Slovenska znamenja" («Словенские символы»), Založba (Verlag) Humar, Gorizia / Bilje 1994.  (словенск.)
- Jožko Šavli, "Slovenija: podoba evropskega naroda" («Словения: образ европейской нации», 1995 р.)  (словенск.)
- Jožko Šavli, "Etruščani in Veneti" («Этруски и Венеды», 1995 г., вместе с Иваном Томажичем)  (словенск.)
- Jožko Šavli, "Slovenski svetniki" («Словенские святые», 1999)  (словенск.)
- Jožko Šavli, "Zlati cvet, Bajeslovje Slovencev".  (словенск.)
- Jožko Šavli, "Zlata ptica", 2010.  (словенск.)
- Jožko Šavli, "Karantanija", Nova Gorica 2007.  (словенск.)
- Jožko Šavli, "Karantanski klobuk najpristnejši slovenski simbol", Glas Korotana (Stimme des Korotan), 1981, 7, 7-37.  (словенск.)
- Jožko Šavli, "Črni panter — najstarejši karantanski grb", Glas Korotana, 1981, 7, 38-68.  (словенск.)
- Jožko Šavli, "Lipa drevo življenja", Glas Korotana, 1982, 8, 5-50.  (словенск.)
- Jožko Šavli, "Knežji kamen in njegova simbolika", Glas Korotana, 1986, 11, 4-51.  (словенск.)

иноязычные
- Йожко Шавли, «Венеты: наши давние предки», изд. Общество содействия развитию связей между Словенией и Россией «Д-р Франце Прешерн», г. Москва, 2002 г. — 162 с. ISBN 5-88879-021-4  (рус.)
- "Veneti: First Builders of European Community", 1996 (Венеты — первые строители Европейского сообщества).  (англ.)
- "Slovenia: Discovering a European Nation", 2003 (Словения — открытие европейской нации).  (англ.)
- "Golden Flower, Mythology of Slovenian People".  (англ.)
- "Golden Bird", 2010.  (англ.)
- Jožko Šavli, Matej Bor, "Unsere Vorfahren — die Veneter". Hrsg. von Ivan Tomažič. Wien 1988, ISBN 3-85013-110-6  (нем.)
- Jožko Šavli, "Das Mitteleuropa als ein gemeinsames Erbe der Vorgeschichte in geistiger und kultureller Bedeutung". Carantha History of Slovenia Carantania.
- Jožko Šavli, "Karantanien, ein Vorgänger Mitteleuropas Historia est magistra vitae".